# آر. سيث وليامز
آر. سيث وليامز (بالإنجليزية: R. Seth Williams)‏ هو محامي أمريكي، ولد في 2 يناير 1967.